# Noctueliopsis palmalis
Noctueliopsis palmalis is een vlinder uit de familie van de grasmotten (Crambidae), uit de onderfamilie van de Odontiinae. De wetenschappelijke naam van deze soort is voor het eerst voorgesteld als Noctuelia palmalis door William Barnes en James Halliday McDunnough in een publicatie uit 1918.
De soort komt voor in de Verenigde Staten.